# STARCOS
STARCOS (Smart Card Chip Operating System) ist ein Betriebssystem für Chipkarten (Chip Operating System, COS) der Firma Giesecke & Devrient, München. Es ist z. B. auf den Signaturkarten db SignaturCard der Deutschen Bank, SIGNTRUST CARD der SIGNTRUST, der businessCard & sprintCard der DGN Deutsches Gesundheitsnetz Service GmbH, Signaturkarten der Bundesnotarkammer und Signaturkarten der DATEV im Einsatz (Stand: 2011). Im Zusammenhang mit der Speicherung geheimer Schlüssel auf einer Chipkarte ist die Arbeit des Chipkartenbetriebssystems von entscheidender Sicherheitsbedeutung.

## Features
STARCOS ist in der Lage, von der Anwendung angelieferte Hashwerte (über zu signierende Daten) zu signieren (d. h. mit dem privaten Schlüssel zu verschlüsseln) oder angelieferte Daten zu ver-/entschlüsseln.
Für die Signatur kann zwischen den Paddingverfahren PKCS#1 Version 1.5 (EMSA-PKCS1-v1_5), EMSA-PSS und ISO/IEC 9796-2 gewählt werden.
Auch unterstützt STARCOS Secure Messaging gemäß ISO/IEC 7816-4.

## Versionen
| Version | Funktionen (Algorithmen)                             | Veröffentlichung |
| ------- | ---------------------------------------------------- | ---------------- |
| 2.3     | RSA-1024 und RSA-2048, MD5, SHA-1 und RIPEMD-160     | ???              |
| 3.0     | RSA-2048, SHA-1 und RIPEMD-160                       | ???              |
| 3.2     | RSA-1728 und RSA-2048, SHA-256, SHA-1 und RIPEMD-160 | 19.12.2008       |
| 3.4     | ECDSA 256 bit, SHA-256                               | ???              |
| 3.5     | ???                                                  | 15.12.2009       |